# Идеално лоша
Идеално лоша је тринаести студијски албум Светлане Цеце Ражнатовић који је издат за Miligram Music и Ceca Music 17. јуна 2006.

## О албуму
Албум се прелиминарно појавио крајем мајa 2006. емитовањем песме Лепи громе мој у емисији Браво шоу на РТВ Пинк. Остатак албума је промовисан на концерту ове певачице на београдском Ушћу у јуну 2006.
После две године нови Цецин албум под називом Идеално лоша, са идеалном промоцијом албума великим концертом на Ушћу у Београду 17. јуна 2006. године.
Албум је продат у тиражу од 200 000 примерака.

## Списак песама
На албуму се налазе следеће песме:
| Бр. | Назив               | Текст                                 | Музика             | Аранжман           | Трајање |
| --- | ------------------- | ------------------------------------- | ------------------ | ------------------ | ------- |
| 1.  | Лепи громе мој      | Марина Туцаковић, Љиљана Јорговановић | Александар Милић   | Александар Милић   | 04:41   |
| 2.  | Идеално лоша        | Марина Туцаковић, Љиљана Јорговановић | Александар Милић   | Александар Милић   | 04:03   |
| 3.  | Манта, манта        | Марина Туцаковић, Љиљана Јорговановић | Александар Милић   | Александар Милић   | 03:23   |
| 4.  | Пиле                | Марина Туцаковић                      | Александар Милић   | Александар Милић   | 04:25   |
| 5.  | Чуло бола           | Марина Туцаковић                      | Александар Перишић | Александар Перишић | 02:53   |
| 6.  | Понуђен ко почашћен | Марина Туцаковић                      | Александар Милић   | Александар Милић   | 04:43   |
| 7.  | Кожа памти          | Марина Туцаковић, Љиљана Јорговановић | Александар Перишић | Александар Перишић | 03:39   |
| 8.  | Чудо                | Марина Туцаковић, Љиљана Јорговановић | Александар Милић   | Александар Милић   | 03:49   |
| 9.  | Виски               | Марина Туцаковић                      | Александар Милић   | Александар Милић   | 03:26   |
| 10. | Реком без воде      | Марина Туцаковић                      | Александар Милић   | Александар Милић   | 04:19   |

## Информације о албуму
- Продуцент: Александар Милић
- Програмер, ко-аранжер, клавијатуре: Горан Радиновић
- Ритам програмер, ко-аранжер: Игор Малешевић
- Клавијатуре: Бојан Васић
- Акустичне и електричне гитаре: Ненад Гајин, Петар Трумбеташ
- Бузуки: Петар Трумбеташ
- Хармонике: Александар Крсмановић
- Перкусије: Бранко Бошковић
- Бас гитаре: Иштван Мађарић
- Фруле, флауте: Мирољуб Тодоровић
- Тромбон: Иван Илић
- Пратећи вокали: Марија Марић, Александар Милић
- Гост на песми 1: Жељко Јоксимовић
- Снимано и програмирано: "Miligram Music studios" 2005-2006
- Тон мајстор: Горан Радиновић, Урош Марковић
- Миксано: Тонски студио "RTV Pink" 2006
- Главни микс мајстор: Александар Јанковић
- Асистент микса: Урош Марковић
- Инжењеринг: Ненад Драгићевић
- Mastering: Tim Young, Metropolis Group Limited Power House, London
- Дизајн израде: Предраг Ристић
- Дизајн: Обрад Миливојевић
- Фото: Милован Кнежевић, Милош Надаждин
- Стајлинг: Саша Видић
- Шминка: Драган Вурдеља
- Фризура: Светлана Бубања
- Главни и одговорни уредник издања: Александар Милић
- Директор продукције Miligram Music: Дејан Петрешевић

## Спотови
- Лепи громе мој